# Ostfranken und Westfranken

Westfranken (Francia Occidentalis) und Ostfranken (Francia Orientalis) um das Jahr 1000

Die Herzogtümer Ostfranken und Westfranken waren kurzlebige Teilstaaten des Ostfränkischen Reiches bzw. späteren Heiligen Römischen Reiches (Deutschland). Sie waren aus der Teilung des 939 eingezogenen (aufgehobenen) Herzogtums Franken hervorgegangen, das seit 1039 endgültig aufgesplittert war.
- Das Herzogtum Ostfranken (Francia Orientalis), auch Mainfranken genannt, aber nicht zu verwechseln mit der kleineren Region Unterfranken, umfasste die östliche Hälfte des früheren Herzogtums mit der Hauptstadt Würzburg. Die Fürsten bzw. Herzöge der Babenberger stammten ursprünglich aus dieser Region, die später an Bayern fiel und noch heute den Namen Franken trägt, siehe Franken (Region). Zu Ostfranken gehörte zudem die baden-württembergische Region Franken (Heilbronn-Hohenlohe), die auch als Südfranken oder Südrheinfranken bezeichnet wird. Das große baden-württembergische Landeswappen enthält deshalb Symbole des Stauferherzogtums Ostfranken in der Krone. Des Weiteren das kulturhistorische Henneberger Land, welches im Wesentlichen dem heutigen Südthüringen entspricht.
- Das Herzogtum Westfranken, auch Rheinfranken (Francia Rhenensis) genannt, aber nicht zu verwechseln mit dem Stamm der Rheinfranken, umfasste die westliche, am Rhein liegende Hälfte des früheren Herzogtums mit der Hauptstadt Worms. Die Konradiner bzw. Salier stammten aus dieser Region und regierten als Herzöge ganz Franken bzw. Deutschland und wurden als solche von den Staufern (Konrad III.) abgelöst. Die Region entspricht etwa dem heutigen Bundesland Hessen, sowie den ehemaligen rheinland-pfälzischen Regierungsbezirken Montabaur, Rheinhessen und Pfalz und umfasst zudem die heute Bayern zugehörigen Gebiete der Landkreise Aschaffenburg und Miltenberg.